# Ка Брезолин (Венеција)
Ка Брезолин (итал. Ca' Bresolin) је насеље у Италији у округу Венеција, региону Венето.
Према процени из 2011. у насељу је живело 25 становника. Насеље се налази на надморској висини од 4 м.